# Pentaria badia
Pentaria badia là một loài bọ cánh cứng trong họ Scraptiidae. Loài này được Rosenhauer miêu tả khoa học năm 1847.